# Las Limas, Pantelhó
Las Limas är en ort i Mexiko.   Den ligger i kommunen Pantelhó och delstaten Chiapas, i den sydöstra delen av landet, 800 km öster om huvudstaden Mexico City. Las Limas ligger 473 meter över havet och antalet invånare är 279.
Terrängen runt Las Limas är kuperad åt sydväst, men åt nordost är den bergig. Las Limas ligger nere i en dal. Runt Las Limas är det ganska tätbefolkat, med 96 invånare per kvadratkilometer. Närmaste större samhälle är Yajalón, 19,6 km nordost om Las Limas. Omgivningarna runt Las Limas är en mosaik av jordbruksmark och naturlig växtlighet.